# Сан-Хуан (округ, Нью-Мексико)
Сан-Хуа́н (San Juan) — округ в штате Нью-Мексико в США. Административный центр округа — город Ацтек. Крупнейший населённый пункт — город Фармингтон.

## История
Округ Сан-Хуан был образован в 1887 году.

## География
Расположен в северо-западной части штата Нью-Мексико.
Согласно данным Бюро переписи населения США, общая площадь территории округа составляет 14 343 км², из которых водная поверхность занимает 0,44 % и составляет 62 км².

### Национальные охраняемые зоны
- Национальный монумент «Ацтекские руины»
- Национальный исторический парк Чако

### Основные автомагистрали
- U.S. Route 64
- U.S. Route 491 (formerly )
- U.S. Route 550
- New Mexico State Road 516
- New Mexico State Road 371

## Демография
Согласно данным Бюро переписи населения США, население округа составляло:
- по переписи 2010 года — 130 004 человека.
- по переписи 2000 года — 113 801 человека.